# Lucien Corvisart

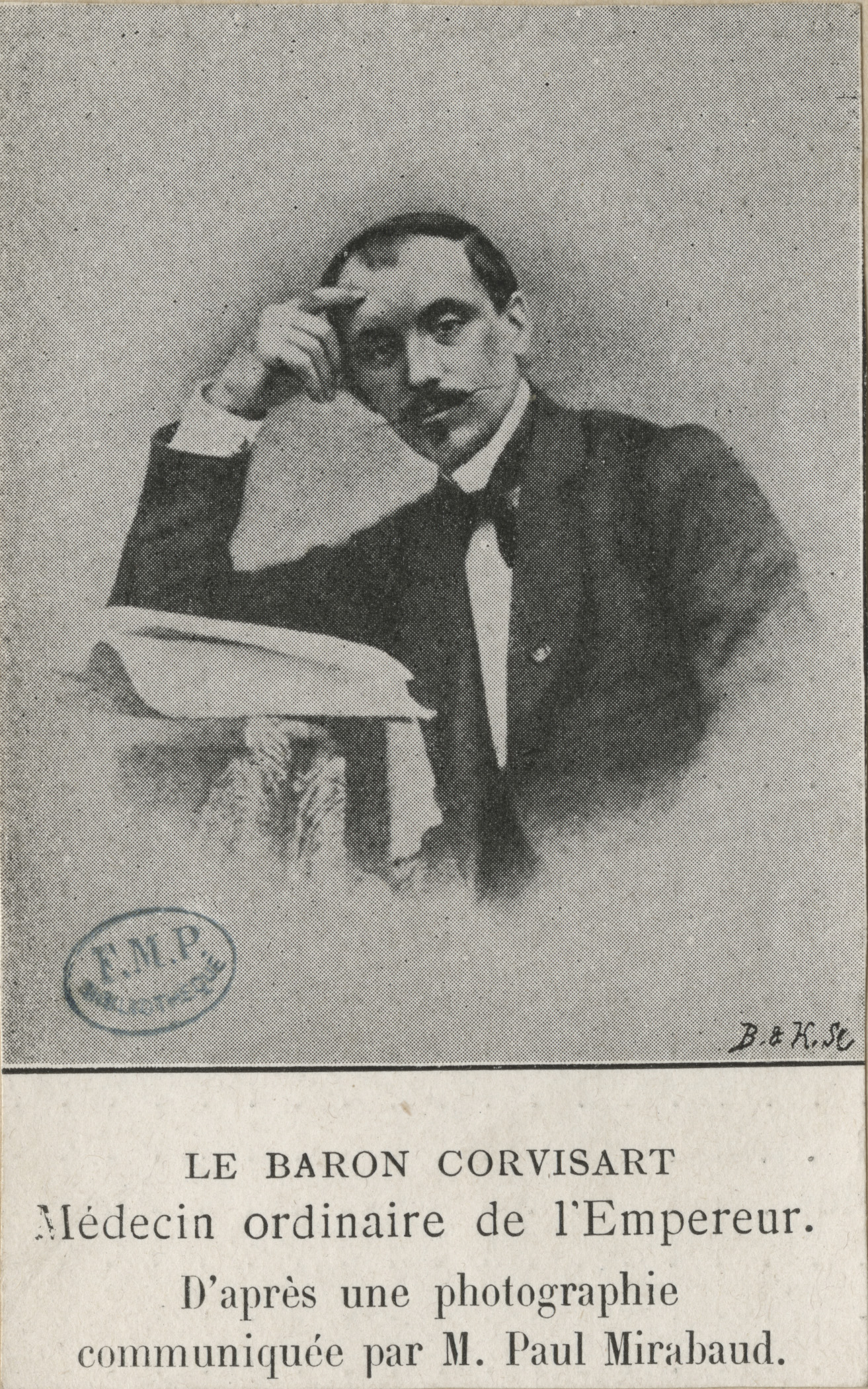

François Rémy Lucien Corvisart, född den 9 juni 1824, död den 24 december 1882, var en fransk fysiolog.  Han var brorson till Jean-Nicolas Corvisart och far till Charles Corvisart. 
Corvisart var livmedikus hos kejsaren Napoleon III. Han införde bruket av pepsin vid magsjukdomarnas behandling (Dyspepsie et consomption, 1854) och inlade stor förtjänst genom att uppvisa pankreassekretets förmåga att digerera äggvita (Sur une fonction peu connue du pancréas, 1858, och Collection de mémoires sur une fonction peu connue du pancréas, 1864).